# Estadio Olímpico de Helsinki
El Estadio Olímpico de Helsinki (en finés: Helsingin Olympiastadion) es un estadio multipropósito ubicado en la ciudad homónima, destacando por ser el estadio más grande de Finlandia. Está localizado en el distrito de Töölö, a 2 kilómetros del centro de Helsinki, fue inaugurado en 1938 y posee una capacidad para 40 600 espectadores. El estadio fue el centro de las actividades de los Juegos Olímpicos de Helsinki 1952.
Hoy en día el estadio es utilizado para conciertos y algunas actividades deportivas. Este estadio también ha sido la sede de los mundiales de atletismo de 1983 y 2005, y además es la casa de la selección de fútbol de Finlandia.

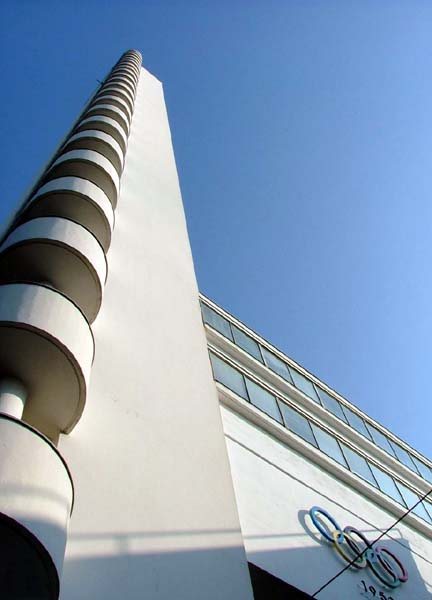
Torre del Estadio Olímpico de Helsinki.

## Historia
La construcción del estadio comenzó en 1934 y se completó en 1938. Se renovó en 1990-1994, y además se modernizó totalmente para los Mundiales de Atletismo de 2005. En los Juegos Olímpicos de 1952, el estadio tenía una capacidad de 70 000 espectadores; hoy en día tiene una capacidad para 40 600 personas. 
La torre del estadio, con una altura de 72 metros, está abierta al público y ofrece una increíble vista de Helsinki.

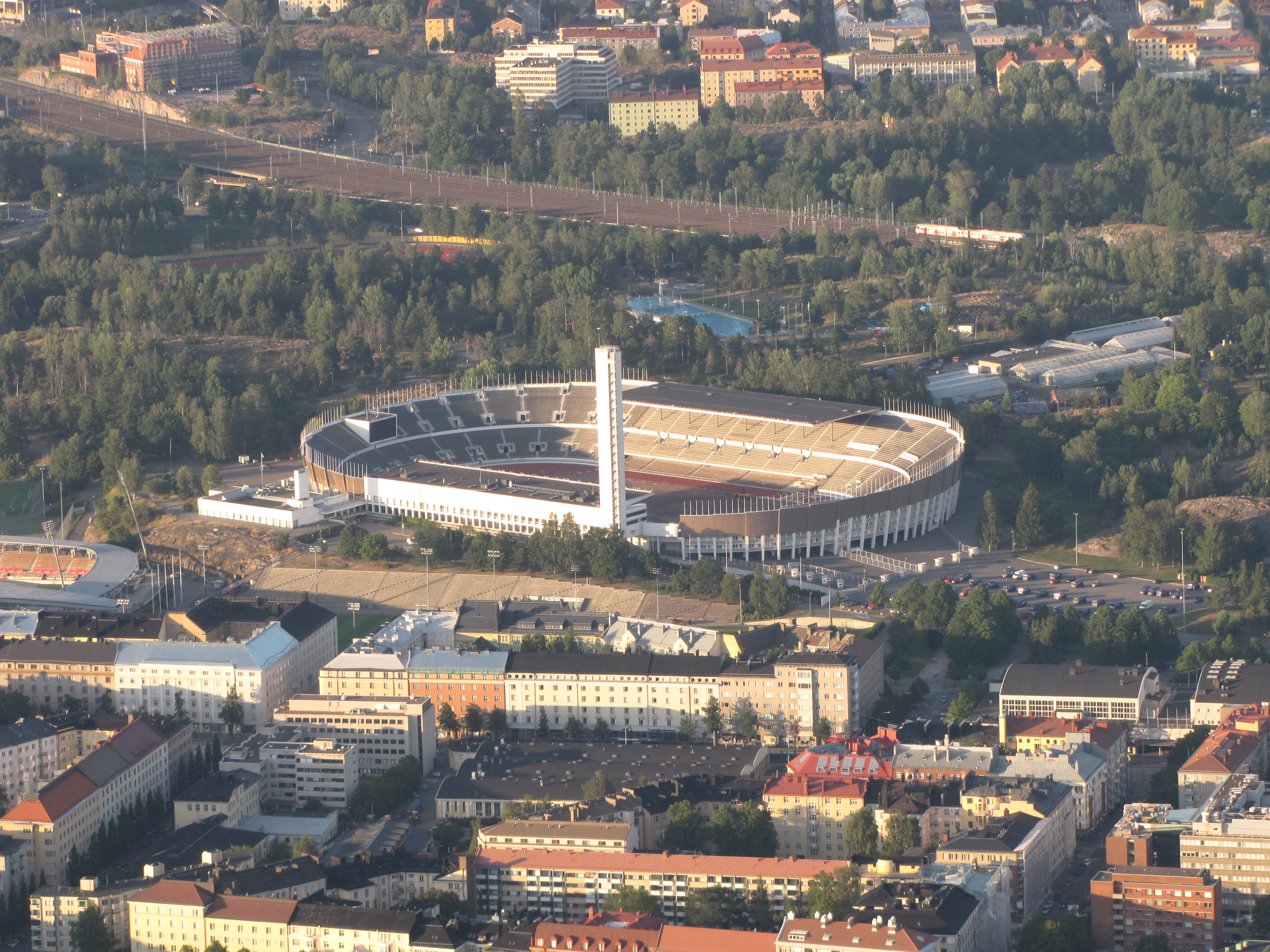
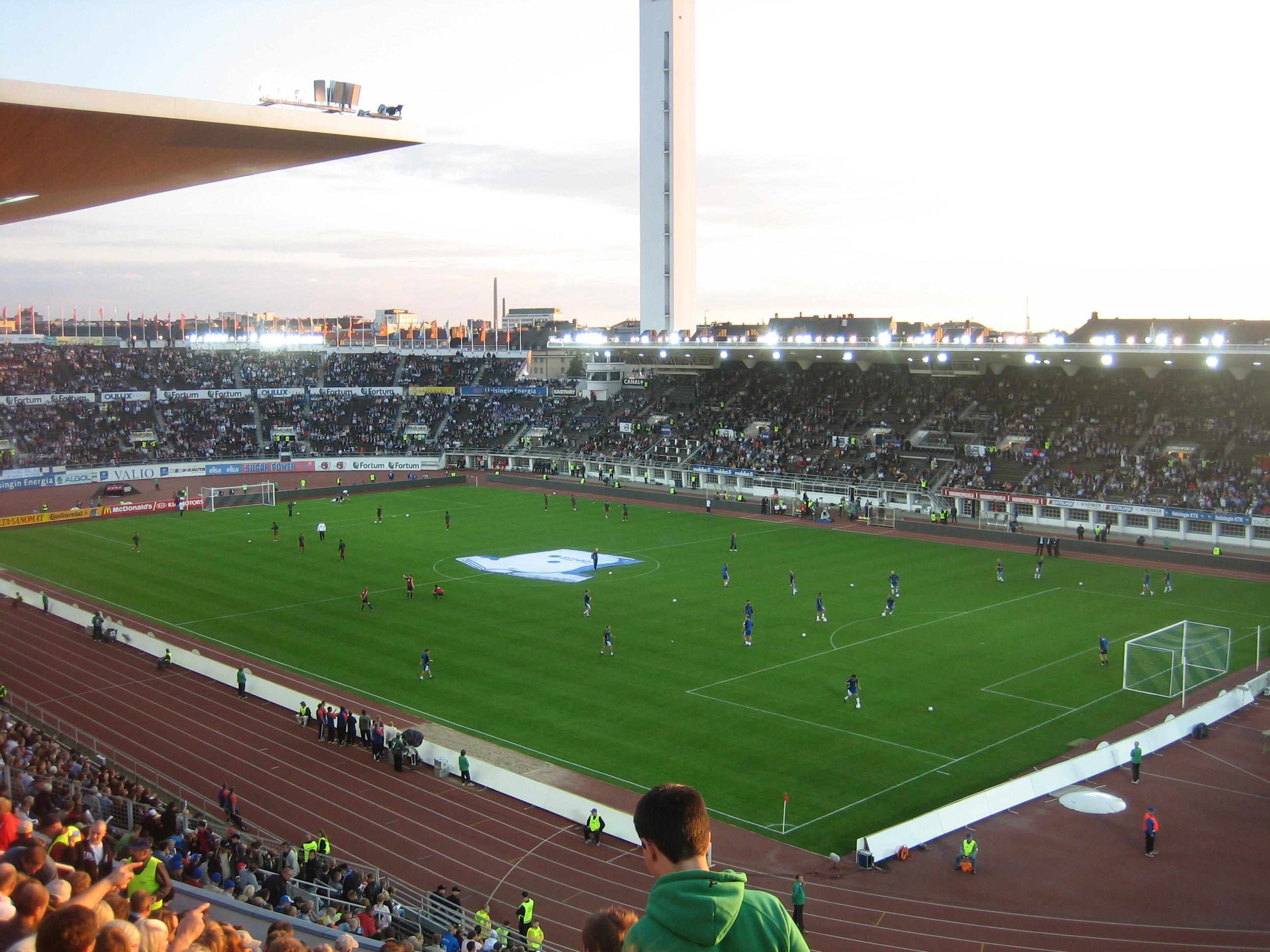